# Het ijzeren tapijt
Het ijzeren tapijt is een Nederlandstalige jeugdroman, geschreven door Paul Biegel en uitgegeven in 1996 bij Uitgeverij Holland in Haarlem. De eerste editie werd geïllustreerd door Saskia Halfmouw.

## Inhoud
Wanneer het kasteel bij het dorpje Pebbel volledig wordt gerenoveerd ontstaat er onrust in het dorp, omdat onbekend is wie er is komen wonen. Enkele bewoonsters van het lokale bejaardentehuis nodigen zichzelf uit op de koffie, waarna ze een groot geheim over de bewoner ontdekken.